# Simon Russell Beale
Simon Russell Beale (ur. 12 stycznia 1961 w Penangu) – brytyjski aktor teatralny, filmowy i telewizyjny.

## Życiorys
W młodości był chórzystą, uzyskiwał stypendia muzyczne m.in. w Clifton College. Kształcił się następnie w Gonville and Caius College na Uniwersytecie Cambridge, a w 1983 ukończył szkołę artystyczną Guildhall School of Music and Drama.
Zawodową karierę aktora teatralnego podjął w latach 80., kontynuując ją w kolejnych dekadach. Związał się z brytyjskim zespołem teatralnym Royal Shakespeare Company, później podjął współpracę także z Royal National Theatre. Występował w adaptacjach dramatów Antona Czechowa i Henrika Ibsena. Uznanie przyznały mu występy w sztukach Williama Szekspira. Dziennik „The Independent” określił go mianem najlepszego aktora teatralnego swojej generacji. Simon Russell Beale występował także na Broadwayu – w 2004 grał w sztuce Jumpers (otrzymując nominację do nagrody Tony), a w latach 2005–2009 wcielał się w Króla Artura w Spamalocie.
Jako aktor filmowy zaczął regularnie występować w latach 90. Popularność przyniosła mu rola Kennetha Widmerpoola w miniserialu A Dance to the Music of Time opartego na cyklu książek Anthony’ego Powella (powierzono mu później funkcję prezydenta towarzystwa poświęconego temu pisarzowi). Pojawił się także w serialach Tajniacy i Dom grozy, telewizyjnych adaptacjach powieści The Young Visiters oraz dramatu Henryk IV. Zagrał w takich filmach kinowych jak Hamlet, Alicja w Krainie Czarów, Zgromadzenie, The Deep Blue Sea, Mój tydzień z Marilyn i Tajemnice lasu.

## Życie prywatne
Urodził się na terenie Federacji Malajów, gdzie jego ojciec odbywał służbę wojskową. Matka pracowała jako lekarka. Jest jawnym gejem.

## Filmografia
- 1988: A Very Peculiar Practice (serial TV)
- 1992: Orlando
- 1992: Downtown Lagos (miniserial)
- 1993: The Mushroom Picker (miniserial)
- 1995: Persuasion
- 1996: Hamlet
- 1998: A Dance to the Music of Time (miniserial)
- 1999: Blackadder: Back & Forth
- 1999: An Ideal Husband
- 1999: Alicja w Krainie Czarów
- 2002: Zgromadzenie
- 2003: The Young Visiters (film telewizyjny)
- 2006: John and Abigail Adams: America's First Power Couple (serial TV)
- 2010: Tajniacy (serial TV)
- 2011: Mój tydzień z Marilyn
- 2011: The Deep Blue Sea
- 2012: Henry IV, Part I and Part II (film telewizyjny)
- 2014: Dom grozy (serial TV)
- 2014: Tajemnice lasu
- 2016: Tarzan: Legenda
- 2017: Śmierć Stalina
- 2018: Muzeum
- 2018: Ostateczna operacja
- 2018: Maria, królowa Szkotów
- 2018: Skłodowska
- 2020: A Christmas Carol
- 2021: Benediction
- 2021: Operacja Mincemeat
- 2022: Skrytka
- 2022: Thor: Miłość i grom

## Odznaczenia i wyróżnienia
- 1998: BAFTA TV dla najlepszego aktora (A Dance to the Music of Time)
- 2000: Laurence Olivier Award dla najlepszego aktora w musicalu (adaptacja Kandyda)
- 2003: Komandor Orderu Imperium Brytyjskiego[6]
- 2003: Laurence Olivier Award dla najlepszego aktora (adaptacja sztuki Wujaszek Wania)
- 2010: Tytuł doctora honoris causa The Open University[7]
- 2013: BAFTA TV dla najlepszego aktora drugoplanowego (Henry IV, Part I and Part II)
- 2017: BIFA dla najlepszego aktora drugoplanowego (Śmierć Stalina)[8]